# Bajram Curri (ville)

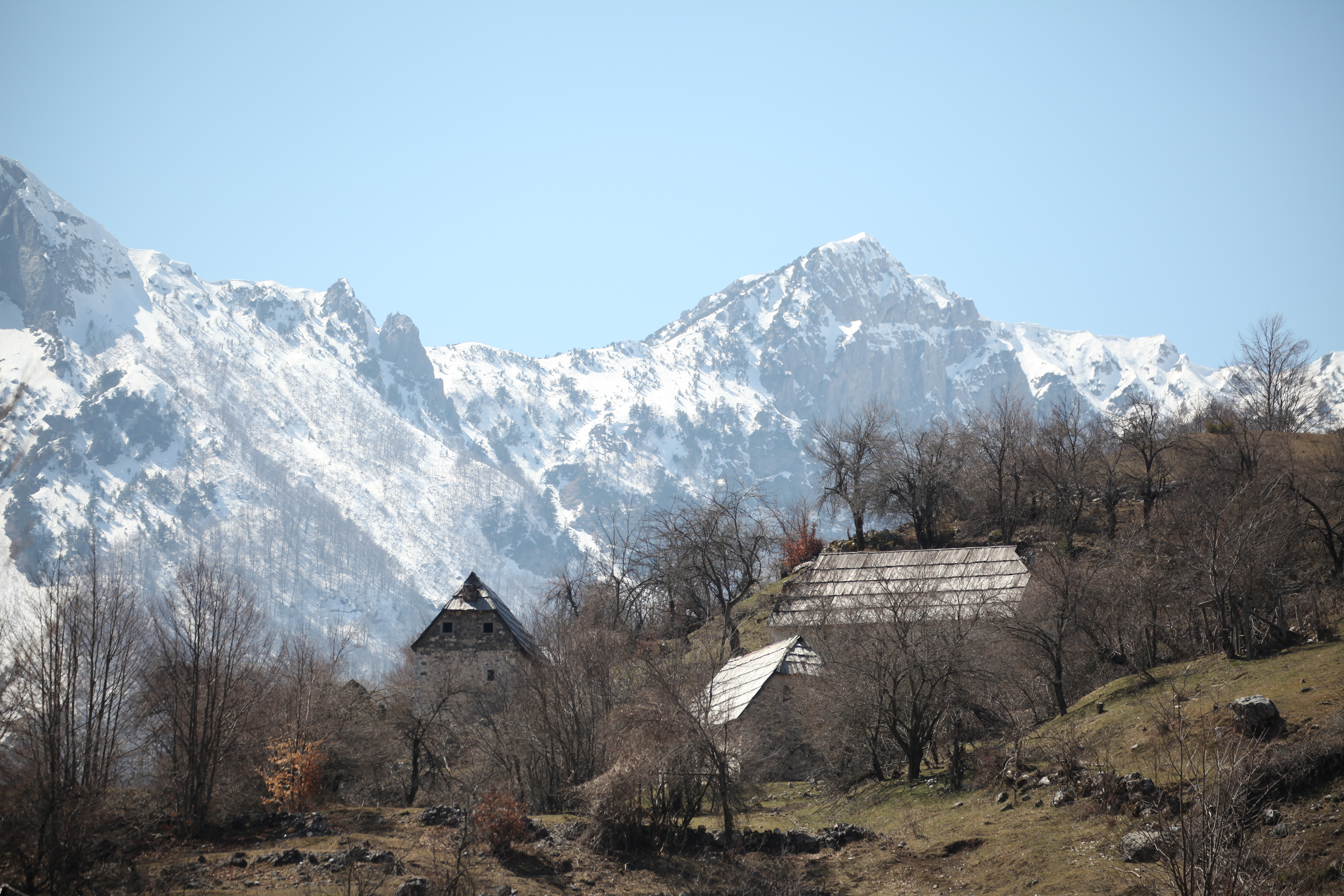
Vers Bajram Curri, dans le parc national de la vallée de Valbona. Mars 2019.

Bajram Curri est une commune alias municipalité d'Albanie, intégrée depuis 2015 au district de Tropojë. En 2011, Bajram Curri comptait 5 340 habitants. Elle porte le nom de l'homme politique et activiste albanais Bajram Curri.